# Mythologie nauruane
La mythologie nauruane est issue de l'ancienne religion totémique pratiquée sur l'île de Nauru par les Nauruans. Les deux principales divinités sont Eijebong, la déesse de la féminité, et Buitani, l'île des esprits déifiée.
Cette religion ne possède plus que de rares croyants à cause de l'occidentalisation et de l'évangélisation de la population depuis la fin du XIXe siècle.

## Croyances et pratiques
La religion totémique nauruane reposait sur un système de croyances mythologiques et de rituels apparenté au culte des ancêtres.
Comme dans une grande partie de l'Océanie, un de ces rituels consistait pour les hommes à boire chaque nuit du kava. La boisson, extrêmement amère, est très désagréable à boire mais il était nécessaire que les hommes pratiquent ce rituel en tant que  symbole des difficultés de la vie qui doivent être surmontées.
Chaque foyer nauruan avait un esprit protecteur qui recevait chaque jour en offrande de la part de la famille un peu de farine déposée devant la maison.
La frégate jouait aussi un rôle important car cet oiseau était considéré comme étant le réceptacle des esprits et le lien avec Buitani. Durant des cérémonies en juillet, une frégate était capturée et bénéficiait des meilleurs traitements.

## Cosmogonie
Selon la mythologie nauruane, le monde a été créé par une araignée appelée Areop-Enap avec les différentes parties d'une moule : la valve supérieure a donné le ciel, la valve inférieure la Terre, deux escargots la Lune et le Soleil, une chenille la Voie lactée et sa sueur la mer. Les îles proviennent de la chair de la moule et la végétation de la soie d'Areop-Enap.
Areop-Enap créa les humains à partir de pierres pour qu'ils supportent le monde, ainsi qu'une créature volante à partir de boue pour connaître tous les habitants du monde.

## Divinités
- Areop-Enap ou Areow Eñab, l'araignée à l'origine de la création du monde.
- Agar, le grand-père.
- Amweb.
- Bagawer, le fils de Baguewa.
- Baguewa.
- Dabague.
- Demagomogum, un homme idiot.
- Detora, un garçon qui devient le roi de la mer[1].
- Dogonun, le fils de Dabague.
- Eigigu ou Eguigu, une jeune fille qui vit dans le croissant de Lune.
- Eijebong, la déesse de la féminité.
- Enogog, une jeune fille qui vit dans les airs.
- Eoiyepang, la fille de la foudre et du tonnerre.
- Eyouwit ou Eyouwout, une jeune fille qui vit dans le ciel[2].
- Gamodogogug ou Gamodogug, le mari, une  figure légendaire qui illustre le rôle des frégates à Nauru[2].
- Ieru, destruction et désastres.
- Ramanmada, un jeune homme.
- Raminada, un héros.

## Sources et références

### Sources
- (en) Dictionnaire nauruan-anglais de The Nauruans de Solange Petit-Skinner
- (en) Map and History of the Nauruan People